# Irisbus Citelis 10,5M
Irisbus Citelis 10,5M je městský nízkopodlažní autobus vyráběný v letech 2009–2013 společností Irisbus. Jedná se o zkrácenou verzi autobusu Irisbus Citelis 12M, vhodnou pro méně vytížené linky a trasy se stísněnými prostory. Nahrazen byl modelem Iveco Urbanway 10,5M.

## Konstrukce
Citelis 10,5M se konstrukčně velmi podobá standardnímu modelu Irisbus Citelis 12M. Jedná se o dvounápravový nízkopodlažní autobus s polosamonosnou karoserií. Ta byla nejprve sestavena do skeletu a poté prošla kataforetickou lázní, olakováním a oplechováním. Rám podvozku je vytvořen z ocelových podélníků a příček, bočnice a střecha jsou vyrobeny ze svařených tažených profilů a oplechovány. Zatímco zadní čelo tvoří jeden panel sklolaminátu, přední čelo je vyrobeno z uzavřených profilů, které jsou pokryty plechy a plasty. Motor a převodovka autobusu se nachází v mohutné zadní části. Přední okno vozu je vlepeno a kryto přilepeným gumovým profilem. Ostatní skla jsou lepená. V pravé bočnici jsou umístěny troje (v případě příměstské verze pouze dvoje – přední a střední) dvoukřídlé skládací dveře. V prostoru středních dveří se nachází výklopná plošina pro kočárky a invalidní vozíky, pro které je určen volný prostor právě naproti tomuto vstupu. Výška podlahy je u předních dveří 320 mm nad vozovkou, v prostoru středních a zadních dveří pak 330 mm. Tuto výšku může řidič ještě více snížit pomocí tzv. kneelingu (mírné naklonění vozu v zastávce směrem k nástupnímu ostrůvku), kterým je možné autobus vybavit.
10,5metrová verze autobusu Citelis byla vyráběna v několika variantách. Autobusy mohly být buď klasické dieselové, nebo poháněné zemním plynem (verze CNG). Vyráběna byla verze dvoudveřová, i třídveřová.

## Výroba a provoz
Prototyp vozu Citelis 10,5M byl vyroben na počátku roku 2009. Výroba Citelisu 10,5M započala ještě v roce 2009 a skončila na konci roku 2013.
V Česku byly Citelisy 10,5M do Tábora, Kladna, Zlína a Milevska.
| Dopravce                       | Počet vozů | Rok výroby | Evidenční čísla | Poznámky                                                   |
| ------------------------------ | ---------- | ---------- | --------------- | ---------------------------------------------------------- |
| Comett Plus (Tábor)            | 1          | 2013       | 58              |                                                            |
| ČSAD AUTOBUSY České Budějovice | 1          | 2010       |                 | původně Milevsko, od 2011 Český Krumlov, od 2017 Stezkabus |
| ČSAD MHD Kladno                | 1          | 2010       | 8710            | původně předváděcí vůz                                     |
| DS Zlín–Otrokovice             | 7          | 2010-2012  | 721-727         | vůz 721 prototyp                                           |